# Reghiu
Reghiu es una comuna ubicada en el distrito de Vrancea, Rumania.

## Superficie
Posee una superficie de 66,37 kilómetros cuadrados.

## Demografía
Hasta 2021 la población era de 2039 habitantes, con una densidad de población de 30,72 habitantes por kilómetro cuadrado.